# Manoir de la Fuye
Le Manoir de La Fuye est un château situé à Chinon (Indre-et-Loire) et inscrit aux monuments historiques le 13 janvier 1965.

## Histoire
La Fuye, parfois appelée "Villiers", était une place forte appartenant au Château de Chinon et à l'Abbaye de Turpenay. Elle aurait été donnée au XIIIe siècle à l'Abbaye de Turpenay par un certain Mathieu Anguille.
Le manoir qui subsiste aujourd'hui a probablement été construit au cours du XVIe siècle sur les vestiges d'une structure beaucoup plus ancienne. L'architecte Claude de Bottereau est supposé être le concepteur de la demeure Renaissance qui est restée dans sa famille jusqu'en 1785.
A cette date, le manoir et ses dépendances furent vendus à Adrien Charles Vallée, prêtre résidant à Chinon. Il vendit ensuite la propriété en 1793 à Charles Claude Tenneguy Lebourgoys de la Siverie et à Amable de Guéroust Saint-Mars, son épouse, tous deux originaires de Normandie.
En 1811, par mariage entre Amable Geneviève Lebourgoys de la Siverie et Joseph Bernard de la Roche, le domaine devient la propriété de la famille de ce dernier jusqu'en 1894, date du décès de leur fils Elie.
Le manoir appartient alors à Louis Poitevin et Marie Beugnet, anciens maîtres de maison et héritiers de Monsieur Elie Bernard. La Fuye reste dans cette famille jusqu'en 1954, date à laquelle elle est achetée par Madame Carvallo, aussi propriétaire du château de Villandry à cette époque. En 1999, ses héritiers vendent la propriété. Enfin, en 2016, le Manoir de La Fuye devient la propriété des propriétaires actuels.
Manoir de La Fuye est partiellement protégé au titre des Monuments Historiques pour ses façades et sa toiture.

## Description
Le manoir comprend deux corps de logis perpendiculaires avec une tourette tourelle d’escalier, polygonale, dans l’angle rentrant; avec lucarnes au gable sculpté, des ornées de coquilles. Des tours percées de meurtrières assuraient la défense. L’une rectangulaire à l’ouest: a conservé ses mâchicoulis, de même que la tour cylindrique, coiffée en poivrière, qui flanque la porte de l’ancien mur d’enceinte, ouverte au nord. Une autre tour, plus basse, dont le toiture est munie d’une lucarne, s’élève à l’angle sud-est des corps de logis. 
A l’intérieur deux culs-de-lampe ornés de feuilles soutiennent les paliers de l’escalier à vis. 
Il y avait une petite chapelle du XVIIe siècle dans le parc, qui était en mauvais état et que l'on pense avoir été démolie dans les années 1960.